# Championnat des moins de 17 ans de la CONMEBOL 1991
Navigation
Équateur 1988 Colombie 1993
Le Championnat des moins de 17 ans de la CONMEBOL 1991 est la quatrième édition du Championnat des moins de 17 ans de la CONMEBOL qui a eu lieu à Asuncion au Paraguay du 4 au 19 mai 1991. Ce tournoi sert de qualification pour la Coupe du monde des moins de 17 ans, qui aura lieu en Italie durant l'été 1991 : les 3 premiers de la poule finale seront directement qualifiés pour la phase finale.
Tenant du titre, c'est le Brésil qui est de nouveau sacré championne d'Amérique du Sud. Pas de surprise pour le podium puisque l'Argentine termine à la troisième place, devancée par l'Uruguay qui obtient pour la première fois son billet pour la Coupe du monde. Fait assez rare, l'Uruguay bat 2 fois le futur champion durant la compétition, au premier tour et lors de la poule finale, sans pouvoir gagner le titre...

## Résultats
La confédération sud-américaine ne compte que 10 membres, il n'y a donc pas d'éliminatoires; toutes les sélections participent au premier tour, où elles sont réparties en 2 poules de 5 et s'y rencontrent une fois. À l'issue du premier tour, les 2 premiers de chaque poule se qualifient pour la poule finale où chaque équipe rencontre 1 fois chacun de ses adversaires. Le premier du classement final est déclaré champion d'Amérique du Sud.

### Premier tour

#### Poule 1
| Rang | Équipe    | Pts | J | G | N | P | Bp | Bc | Diff |  | Résultats (▼ dom., ► ext.) |  |     |     |     |     |
| ---- | --------- | --- | - | - | - | - | -- | -- | ---- |  | -------------------------- |  | --- | --- | --- | --- |
| 1    | Argentine | 7   | 4 | 3 | 1 | 0 | 7  | 4  | +3   |  | Argentine                  |  | 2-1 | 2-2 | 2-1 | 1-0 |
| 2    | Chili     | 5   | 4 | 2 | 1 | 1 | 5  | 2  | +3   |  | Chili                      |  |     | 0-0 | 3-0 | 1-0 |
| 3    | Paraguay  | 5   | 4 | 2 | 1 | 1 | 6  | 4  | +2   |  | Paraguay                   |  |     |     | 2-2 | 2-0 |
| 4    | Pérou     | 3   | 4 | 1 | 1 | 2 | 7  | 7  | 0    |  | Pérou                      |  |     |     |     | 4-0 |
| 5    | Venezuela | 0   | 4 | 0 | 0 | 4 | 0  | 8  | -8   |  | Venezuela                  |  |     |     |     |     |

#### Poule 2
| Rang | Équipe   | Pts | J | G | N | P | Bp | Bc | Diff |  | Résultats (▼ dom., ► ext.) |  |     |     |     |      |
| ---- | -------- | --- | - | - | - | - | -- | -- | ---- |  | -------------------------- |  | --- | --- | --- | ---- |
| 1    | Uruguay  | 6   | 4 | 2 | 2 | 0 | 16 | 1  | +15  |  | Uruguay                    |  | 1-0 | 0-0 | 1-1 | 14-0 |
| 2    | Brésil   | 6   | 4 | 3 | 0 | 1 | 14 | 3  | +11  |  | Brésil                     |  |     | 3-0 | 5-2 | 6-0  |
| 3    | Colombie | 5   | 4 | 2 | 1 | 1 | 10 | 4  | +6   |  | Colombie                   |  |     |     | 2-1 | 8-0  |
| 4    | Équateur | 3   | 4 | 1 | 1 | 2 | 9  | 8  | +1   |  | Équateur                   |  |     |     |     | 5-0  |
| 5    | Bolivie  | 0   | 4 | 0 | 0 | 4 | 0  | 33 | -33  |  | Bolivie                    |  |     |     |     |      |

### Poule finale
|   | Équipe    | Pts | J | G | N | P | BP | BC | Diff |
| - | --------- | --- | - | - | - | - | -- | -- | ---- |
| 1 | Brésil    | 4   | 3 | 2 | 0 | 1 | 4  | 3  | +1   |
| 2 | Uruguay   | 3   | 3 | 1 | 1 | 1 | 3  | 3  | 0    |
| 3 | Argentine | 3   | 3 | 1 | 1 | 1 | 3  | 3  | 0    |
| 4 | Chili     | 2   | 3 | 0 | 2 | 1 | 2  | 3  | -1   |

| 15 mai | Uruguay   | 1 | 1 | Chili     |
|        | Brésil    | 2 | 1 | Argentine |
| 17 mai | Brésil    | 0 | 1 | Uruguay   |
|        | Argentine | 0 | 0 | Chili     |
| 19 mai | Brésil    | 2 | 1 | Chili     |
|        | Uruguay   | 1 | 2 | Argentine |

- À égalité parfaite au classement à la fin du match les opposant, l'Argentine et l'Uruguay disputent une séance de tirs au but pour déterminer le classement final. L'Uruguay gagne la séance (3-0) et termine donc à la deuxième place.

### Équipes qualifiées pour la Coupe du monde
Les sélections qualifiées pour la prochaine Coupe du monde sont :
- Brésil
- Uruguay
- Argentine

## Sources et liens externes